# Храм Святой Великомученицы Екатерины (Рим)
Це́рковь святой великомученицы Екатерины — главный храм Патриарших приходов в Италии Русской православной церкви, расположенный на территории посольского комплекса России — виллы Абамелек.
В храме находится Администрация приходов Московского Патриархата в Италии, имеющая статус юридического лица в Итальянской Республике.

## История

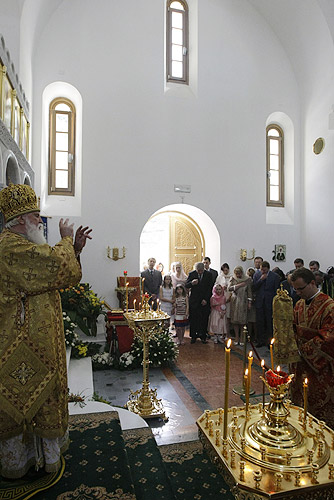
Освящение храма митрополитом Оренбургским и Бузулукским Валентином

В конце XIX века по инициативе бывшего в то время (1897—1902) настоятелем русской посольской церкви в Риме архимандрита Климента (Верниковского) начался сбор средств. На храм жертвовали: Николай II (10 000 рублей в 1900 году), великие князья, фабриканты, золотопромышленники. С 1913 года сбор пожертвований был объявлен уже по всей России.
Участок для строительства православного храма на набережной Тибра, близ Понте Маргерита, был приобретён на имя российского посольства в Риме в 1915 году строительным комитетом, который возглавлял князь Семён Абамелек-Лазарев. К 1916 году было собрано около 265 000 лир. Этих средств было достаточно для начала строительства. Однако события 1917 года в России помешали строительству храма.
К проекту строительства православного храма в Риме вернулись спустя 80 лет. Решающий вклад в дело создания Екатерининского храма внёс митрополит Смоленский и Калининградский Кирилл, будущий патриарх Московский и всея Руси.
При строительстве храма пришлось столкнуться с рядом трудностей. Архитектор Андрей Оболенский, создавший проект бескорыстно, сначала не нашёл понимания у местных властей: «На него смотрели в муниципалитете как на ненормального — какой православный храм в столице католицизма!». Для получения разрешения на строительство на территории виллы Абамелек, резиденции российского посла, пришлось даже инициировать изменения в законах региона Лацио. Были проблемы со сбором средств на строительство, так как храм должен был быть построен на пожертвования частных лиц и компаний.
Строительство началось 14 января 2001 года, когда архиепископ Корсунский Иннокентий (Васильев) в присутствии министра иностранных дел России Игоря Иванова совершил освящение закладного камня на месте будущего храма во имя великомученицы Екатерины. Активное строительство храма началось в апреле 2005 года. В процессе строительства в проект были вынуждены внести изменения, так как согласно действующим законам ни одно здание в Риме не может быть выше собора Святого Петра. По первоначальному проекту получалось, что купола строящегося храма были выше купола собора Святого Петра. Поэтому пришлось срыть холм, на котором стоит храм, чтобы купола православного храма не оказались выше куполов главного собора в Ватикане.
31 марта 2006 года состоялось освящение куполов и крестов строящегося храма. В мае 2006 года на звонницу храма были установлены колокола, отлитые на заводе «ЗИЛ». К маю 2009 года строительство храмового комплекса Святой Великомученицы Екатерины было полностью завершено. Освящение храма состоялось 24 мая 2009 года. Чин Великого освящения совершал митрополит Оренбургский и Бузулукский Валентин. На торжественной церемонии присутствовали супруга президента Российской Федерации Светлана Медведева, мэр Москвы Юрий Лужков, управляющий делами президента РФ Владимир Кожин, посол РФ в Италии Алексей Мешков и другие.
Екатерининский храм стал одной из достопримечательностей Рима. Его ежедневно посещают десятки паломников и туристов, в его стенах проводятся различные мероприятия культурно-просветительного характера.
Храм имел ставропигиальный статус, непосредственно подчиняясь патриарху Московскому и всея Руси, не подчиняясь ни Корсунской епархии, ни созданному в 2006 году благочинию приходов Русской православной церкви в Италии.
Как отмечал иеромонах Антоний (Севрюк) в 2011 году,

Наш приход занимает совершенно особое место в жизни Рима. Храм построен в типичной для России, но не типичной для Рима архитектуре, и поэтому он не может не быть жемчужиной Вечного города. Одной из особенностей нашего храма является то, что он находится в непосредственной близости от Ватикана и собора святого Петра. Огромное количество паломников посещает наш храм. Часто паломники даже не знают, что наша церковь здесь находится, и узнают о ней лишь когда поднимаются на колоннаду собора святого Петра и к своему удивлению обнаруживают стоящий неподалеку на холме русский православный храм, куда они сразу же направляют свои стопы.
В нашем храме почти ежедневно, за небольшим исключением, совершаются богослужения. Есть воскресная школа, в которой трудятся квалифицированные преподаватели. Это очень важно, потому что большая часть детей, которые посещают эту школу, это дети, родившиеся в смешанных браках. Для того чтобы они помнили и русский язык, и русскую культуру, чувствовали свою сопричастность к православной традиции, эта школа очень нужна, и мы придаем ей особое значение. Ещё одной особенностью нашего храма является то, что он был построен на территории резиденции российского посла. Мы поддерживаем самые тесные отношения с Посольством Российской Федерации в Итальянской Республике.

В 2011 году начато создание полноценного епархиального управления для приходов Московского патриархата в Италии при ставропигиальном храме Святой Великомученицы Екатерины в Риме. Для этих целей в храме выделены два помещения, в которых разместились секретариат управления, канцелярия и архив. С этого времени расположенный в Екатерининском храме секретариат администрации приходов Московского патриархата в Италии координировал деятельность общин Русской православной церкви на Италийской земле, при этом храм по-прежнему не входит в состав Патриарших приходов в Италии.
26 февраля 2019 года Священный синод упразднил ставропигиальный статус прихода, включив его в состав приходов Московского патриархата в Италии.

## О храме

### Краткое описание
Храм святой великомученицы Екатерины сооружен на холме, в северной, обращённой к Ватикану, стороне виллы Абамелек, которая является резиденцией российского посла в Италии. С холма открывается вид в сторону собора Святого Петра.
В верхней церкви установлен уникальный резной мраморный иконостас, нижний ярус которого расписан в технике фрески. Иконостас выполнен преподавателем иконописного класса при Московской духовной академии и семинарии А. Н. Солдатовым.
В нижнем приделе храма расположен иконостас в честь святых равноапостольных царей Константина и Елены. Иконостас выполнен из фаянса и передан в дар храму уральскими мастерами.
Колокола для храма были отлиты в 2006 году на московском заводе ЗИЛ. Настройка колоколов храма Святой великомученицы Екатерины выполнена старшим звонарем Московского Кремля и Храма Христа Спасителя Коноваловым И. В.

### Святыни храма
В храме находятся:
- Ковчег с частицей Честного и Животворящего Древа Креста Господня;
- Ковчег с мощами святой великомученицы Екатерины;
- Ковчег с мощами святой равноапостольной царицы Елены;
- Ковчег с мощами святых первых веков.

### Настоятели
- 30 мая 2011 года[13] — 29 июля 2017 года[14] — Антоний (Севрюк)
- 29 июля 2017 года[14] — Матфей (Андреев)